# Eusebio Sempere Juan
Eusebio Sempere (Onil, l'Alcoià, 3 d'abril de 1923 - 3 d'abril de 1985) fou un escultor, pintor i artista gràfic valencià.

## Biografia
Va iniciar la seva formació artística a l'Escola de Belles Arts de València el 1940, per traslladar-se posteriorment a la ciutat de París per continuar els seus estudis. Fou a la capital francesa on es relaciona amb artistes avantguardistes com Eduardo Chillida, Jean Arp, Vassili Kandinski, Piet Mondrian, Paul Klee, Henri Matisse i Pablo Picasso, els quals influiran decisivament en la seva obra futura.
Va ser membre de Los Siete juntament amb els següents artistes: Ángeles Ballester Garcés, Vicente Castellanos Giner, Vicente Fillol Roig, Juan Genovés, Vicente Gómez García, Ricardo Hueso de Brugada, Juan Baptista Llorens Riera, José Masiá Sellés i Joaquín Michavila.
El 1960 retorna a Espanya i s'instal·la a Madrid, on es relaciona amb diversos grups artístics, entre ells el Grup de Cuenca i el Grup de realistes, sense abandonar els seus orígens i formant part del Grup Parpalló de València. El 1969 viatja fins als Estats Units on comença a experimentar en la utilització de l'ordinador per a finalitats artístiques, tècnica que continuaria desenvolupant al seu retorn al Centre de Càlcul de la Universitat de Madrid, convertint-se en un pioner d'aquest art a Espanya.
El 1983 li fou concedit el Premi Príncep d'Astúries de les Arts i és nomenat fill predilecte de la ciutat d'Alacant i Doctor Honoris Causa de la Universitat de dita ciutat. Morí a l'abril de 1985 després d'una llarga malaltia.

## Obra

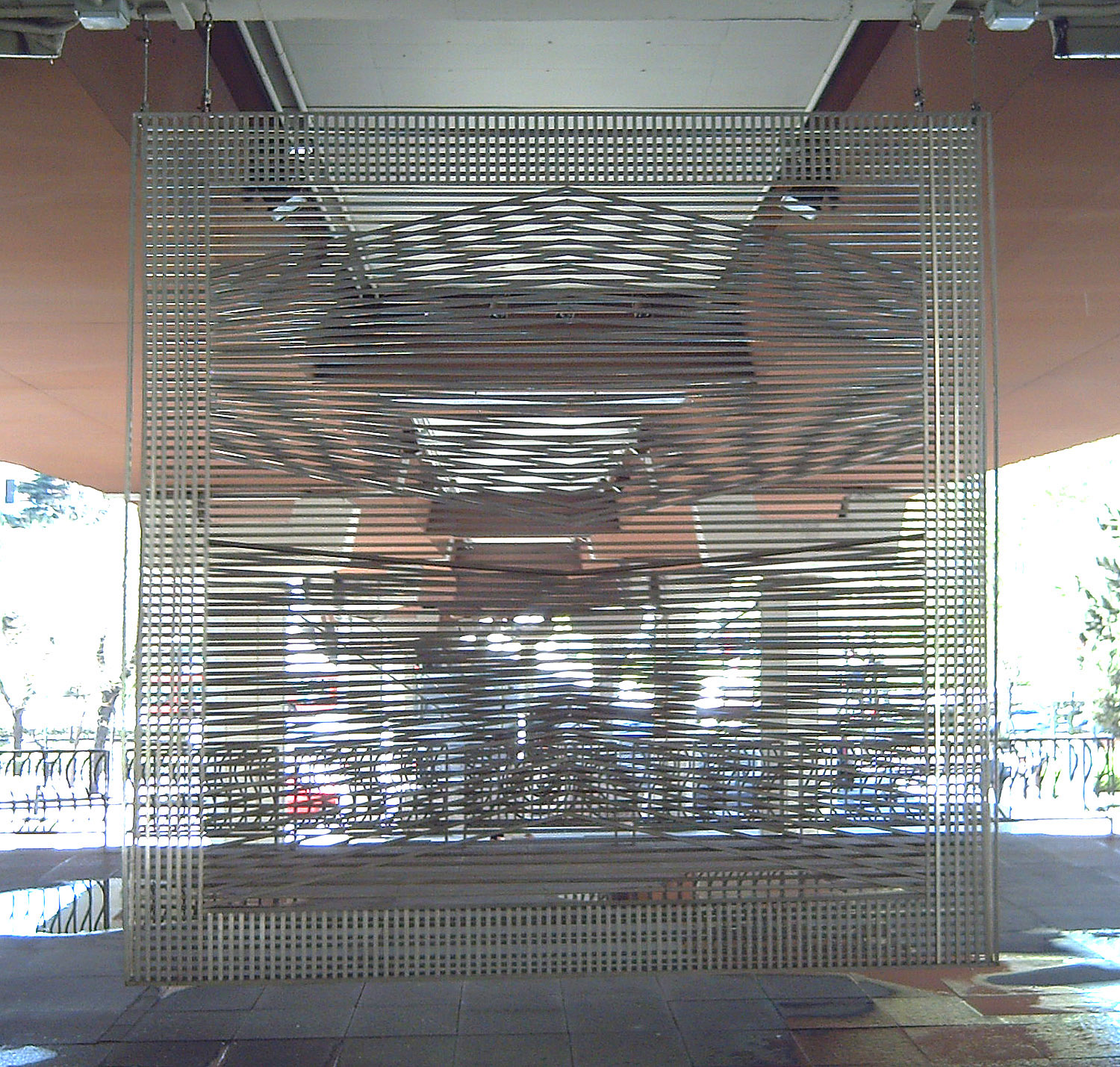
Móvil, MEAL, Madrid (1972)

L'obra de Sempere està definida per l'abstracció, la repetició geomètrica i la linealitat, evolucionant vers el Pop Art i el constructivisme amb elements de l'art cinètic. La seva aportació personal a aquest moviment consisteix en unes sèries de construccions geomètriques abstractes en les quals imprimeix l'efecte de la il·lusió de vibració i moviment.
Condicionat pel seu origen llevantí, la llum també representa un paper important en la seva obra plàstica, utilitzant-la com a element principal per crear autonomia i organitzar plans. Considera els seus quadres com una superfície bidimensional on juga amb els elements visuals, la llum, el color i els tons, buscant efectes òptics per crear volums en les seves figures geomètriques repetides.
La seva obra comprèn des de dibuixos, olis, serigrafies i escultures de ferro i acer cromat. Algunes de les seves obres es poden veure al Museo de Escultura al Aire Libre de Madrid i al Museu d'Art Contemporani d'Alacant.
A la ciutat d'Oviedo poden contemplar-se dos obres de Sempere, les dues conegudes amb el nom Estructura, una al carrer Conde de Toreno i una a la plaça del General Primo de Rivera, i que formen part del conjunt d'escultures urbanes d'aquesta ciutat del Principat d'Astúries.